# Bungo (Wedung)
Bungo is een bestuurslaag in het regentschap Demak van de provincie Midden-Java, Indonesië. Bungo telt 5700 inwoners (volkstelling 2010).